# Passaporto israeliano
Il passaporto israeliano (in ebraico: דרכון ישראלי) viene rilasciato ai cittadini dello Stato di Israele per effettuare viaggi all'estero e dà diritto alla protezione da parte degli uffici consolari israeliani all'estero.
La legge israeliana permette ai cittadini israeliani di possedere anche passaporti stranieri, ma richiede che il passaporto israeliano venga utilizzato per entrare e uscire da Israele. Questa regola è stata introdotta nel 2002, dopo essere stata contestata legalmente in varie occasioni. Il fatto che tale legge venga applicata a tutti i cittadini israeliani, anche a coloro i quali non risiedono in Israele, causa confusione specialmente a chi ha ereditato la cittadinanza israeliana da un genitore.
Dal 2006, un passaporto israeliano valido è uno dei documenti accettati per l'identificazione per le elezioni. Prima di allora soltanto la carta d'identità (Teudat Zehut) veniva accettata per tale scopo.
I passaporti israeliani sono validi per 10 anni per le persone che abbiano compiuto il diciottesimo anno di età. Sono scritti in due lingue, ebraico e inglese (che ha sostituito il francese, per disposizione del ministero dell'interno del 30 marzo 1980). L'arabo non viene utilizzato benché sia presente nelle carte di identità.
Poiché l'ebraico viene scritto da destra verso sinistra, i passaporti vengono aperti da destra e le pagine sono disposte da destra a sinistra.

## Pagina con le informazioni di identità

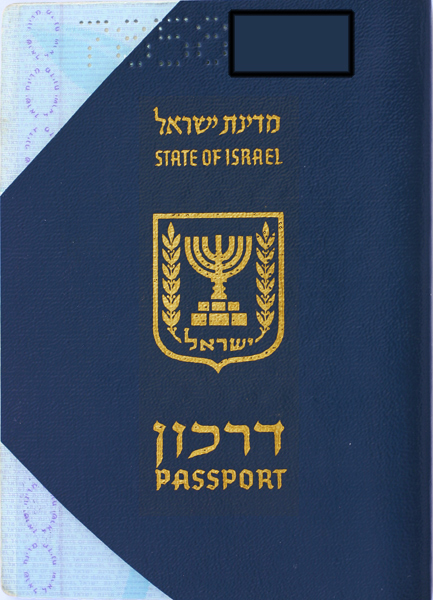
Frontespizio di un comune passaporto israeliano

Nel passaporto israeliano le informazioni sull'identità del titolare si trovano a pagina 2, e includono le seguenti informazioni nell'ordine:
- Foto del titolare del passaporto sulla sinistra
- Tipo (P)
- Codice dello Stato (ISR)
- Numero di passaporto
- Cognome
- Nome
- Nazionalità
- Data di nascita
- Sesso
- Luogo di nascita
- Data di emissione
- Data di scadenza
- Autorità di emissione

Tutte le informazioni appaiono in ebraico e in inglese. La pagina di informazioni termina con una zona leggibile con sistemi automatizzati.
La firma del titolare viene apposta a pagina 3.

## Stati che non accettano passaporti israeliani
- Algeria
- Bangladesh
- Brunei
- Emirati Arabi Uniti (Accettato solo per il transito; non consentito per l'ammissione.)
- Iraq (Esclude la regione del Kurdistan iracheno)
- Iran
- Kuwait
- Libano[2]
- Libia
- Malaysia (salvo previa approvazione da parte del governo della Malesia).
- Pakistan
- Siria[3]
- Yemen[4]

Secondo la legge israeliana, Libano, Siria, Iraq, e Yemen sono reciprocamente considerati "stati ostili" e i cittadini israeliani non possono visitarle senza un permesso speciale del ministero dell'interno israeliano. Pertanto un cittadino israeliano che visitasse uno di questi paesi anche con il passaporto di un altro paese, rischierebbe l'arresto al ritorno in Israele. Questa lista è stata redatta nel 1954 e non include l'Iran, anche se tale aggiunta è stata proposta di recente. Egitto e Giordania, originariamente inseriti nella lista, vennero rimossi in seguito ai trattati di pace firmati con Israele.

### Stati che non accettano passaporti contenenti timbri o visti israeliani
- Iran (solo se il timbro o il visto è stato emesso negli ultimi 180 giorni[7])
- Libano[2]
- Libia
- Siria[3]
- Yemen
- Kuwait

Gli stati elencati qui sopra non consentono l'ingresso a persone con passaporto di qualunque nazionalità che contenga visti, timbri israeliani o timbri che, pur stranieri, indicano un valico di frontiera con Israele. I timbri stranieri che non consentono l'ingresso sono:
- Qualunque timbro palestinese (compresa la Striscia di Gaza) di località di frontiera con Israele.
- I timbri giordani dei valichi di frontiera di Jordan River/Sheikh Hussein e Yitzhak Rabin/Wadi Araba.
- I timbri egiziani dei valichi di frontiera di Nitzana e Taba/Menachem Begin.

In passato, fino al 2006, per ovviare a questo problema, le guardie di frontiera israeliane usavano apporre il timbro su un foglio a parte, attualmente le autorità di frontiera israeliane emettono un visto stampato su carta termica, che riproduce numero del passaporto e la foto, senza apporre alcun timbro.
L'Arabia Saudita dal 2019 permette l'ingresso a chi possiede un timbro israeliano.
L'Iran permette l'ingresso a chi possiede un timbro o visto israeliano, a condizione che siano passati più di sei mesi dal giorno di uscita da Israele.
Se un viaggiatore tenta di entrare in Siria dalla Giordania con un passaporto che non ha indicazioni di come egli sia arrivato in Giordania, le autorità siriane potrebbero negargli l'ingresso.
Il Regno Unito, l'Austria e il Ministero degli Esteri degli Stati Uniti possono consentire a chi abbia necessità di aggirare questi divieti, e possa dimostrarlo in modo soddisfacente, di avere più passaporti validi, così da poterne destinare uno per i viaggi in Israele oppure per aggirare difficoltà analoghe in altri Paesi; le autorità tedesche rilasciano fino a dieci passaporti ad un cittadino tedesco.